# حيبو
حيبو قرية تتبع ناحية الروضة في منطقة بانياس التابعة لمحافظة طرطوس، تقع على السفوح الدنيا الغربية لجبال الساحل.